# Man's Size
Man's Size er en amerikansk stumfilm fra 1923 af Howard M. Mitchell.

## Medvirkende
- William Russell som Tom Morse
- Alma Bennett som Jessie McRae
- Stanton Heck som Bully West
- Charles K. French som Angus McRae
- James Gordon som Carl Morse
- Carl Stockdale som Whaley